# Unione Sportiva Salernitana 1944
Questa voce raccoglie le informazioni riguardanti la Salernitana nelle competizioni ufficiali della stagione 1944.

## Stagione

### Piazzamento
Coppa della Liberazione: 1°

## Divise
| Manica sinistra · Maglietta · Maglietta · Manica destra · Pantaloncini · Calzettoni · Calzettoni |

## Organigramma societario
Area direttiva
- Presidente:  Felice Del Galdo

Area tecnica
- Allenatore:  Antonio Valese (andata) -  Carmine Milite (ritorno)

## Rosa
| N. |                   | Ruolo | Calciatore          |
| -- | ----------------- | ----- | ------------------- |
|    | Italia (bandiera) | P     | Ciro Gentile        |
|    | Italia (bandiera) | P     | Armando Marino      |
|    | Italia (bandiera) | P     | Gabriele Tramontano |
|    | Italia (bandiera) | C     | Raffaele D'Errico   |
|    | Italia (bandiera) | C     | Carmine Iacovazzo   |
|    | Italia (bandiera) | C     | Giulio Milite       |
|    | Italia (bandiera) | C     | Gerardo Naddeo      |
|    | Italia (bandiera) | C     | Antonio Valese      |
|    | Italia (bandiera) | C     | Mario Saracino      |

| N. |                   | Ruolo | Calciatore          |
| -- | ----------------- | ----- | ------------------- |
|    | Italia (bandiera) | C     | Arturo Scariati     |
|    | Italia (bandiera) | C     | Vincenzo Voccia     |
|    | Italia (bandiera) | A     | Amelio Gambini      |
|    | Italia (bandiera) | A     | Giuseppe Jemma      |
|    | Italia (bandiera) | A     | Vincenzo Margiotta  |
|    | Italia (bandiera) | A     | Alfredo Martuscelli |
|    | Italia (bandiera) | A     | Matteo Meo          |
|    | Italia (bandiera) | A     | Elio Onorato        |
|    | Italia (bandiera) | A     | Vincenzo Volpe      |

## Calciomercato
| Acquisti | Acquisti | Acquisti | Acquisti   |
| R.       | Nome     | da       | Modalità   |
| -------- | -------- | -------- | ---------- |
|          |          |          | definitivo |

| Cessioni | Cessioni | Cessioni | Cessioni   |
| R.       | Nome     | a        | Modalità   |
| -------- | -------- | -------- | ---------- |
|          |          |          | definitivo |